# X+Y
X+Y ist ein britisches Filmdrama von Morgan Matthews, das am 5. September 2014 beim Toronto International Film Festival seine Premiere feierte und in Deutschland erstmals am 30. Juni 2015 bei den Münchner Filmfestspielen zu sehen war. Der Film kam am 11. September 2015 unter dem Titel A Brilliant Young Mind in die US-Kinos.

## Handlung
Nathan Ellis ist als Neunjähriger Zeuge eines Autounfalls, bei dem sein Vater ums Leben kommt. Dieser war als einziger fähig, zu dem autistischen Jungen durchzudringen. Nach dem Verlust tritt Nathans Krankheit stärker zum Vorschein, er lässt nun auch von seiner Mutter keine körperliche Nähe mehr zu. Sein besonderes Bedürfnis nach Struktur und Regelmäßigkeit und seine Schwierigkeiten, Emotionen auszudrücken und zu deuten, überfordern sie zunehmend.
Als Teenager erhält Nathan einen neuen Mathematiklehrer, Martin Humphreys, der an Multipler Sklerose erkrankt ist und vereinsamt lebt. Er nimmt sich des Jungen an und hilft ihm dabei, sich mit seiner Krankheit in der Welt zurechtzufinden. Zugleich erkennt und fördert er als erster Nathans Inselbegabung im Bereich der Mathematik, bringt ihn in das von Richard geleitete englische Team für hochbegabte junge Mathematiker und bereitet ihn auf die Internationale Mathematik-Olympiade vor. Am Austragungsort Taipeh angekommen verliebt sich Nathan entgegen aller Widerstände in seine chinesische Wettkampfgegnerin Zhang Mei, was beide vor eine ganz neue Herausforderung stellt: Bisher empfand Nathan alles Zwischenmenschliche als irrational. Nun macht er die Erfahrung, dass sich die Irrationalität der Liebe nicht in Formeln fassen lässt, während Zhang Mei lernt, mit Nathans Weltsicht und seiner Denkweise umzugehen.

## Hintergrund

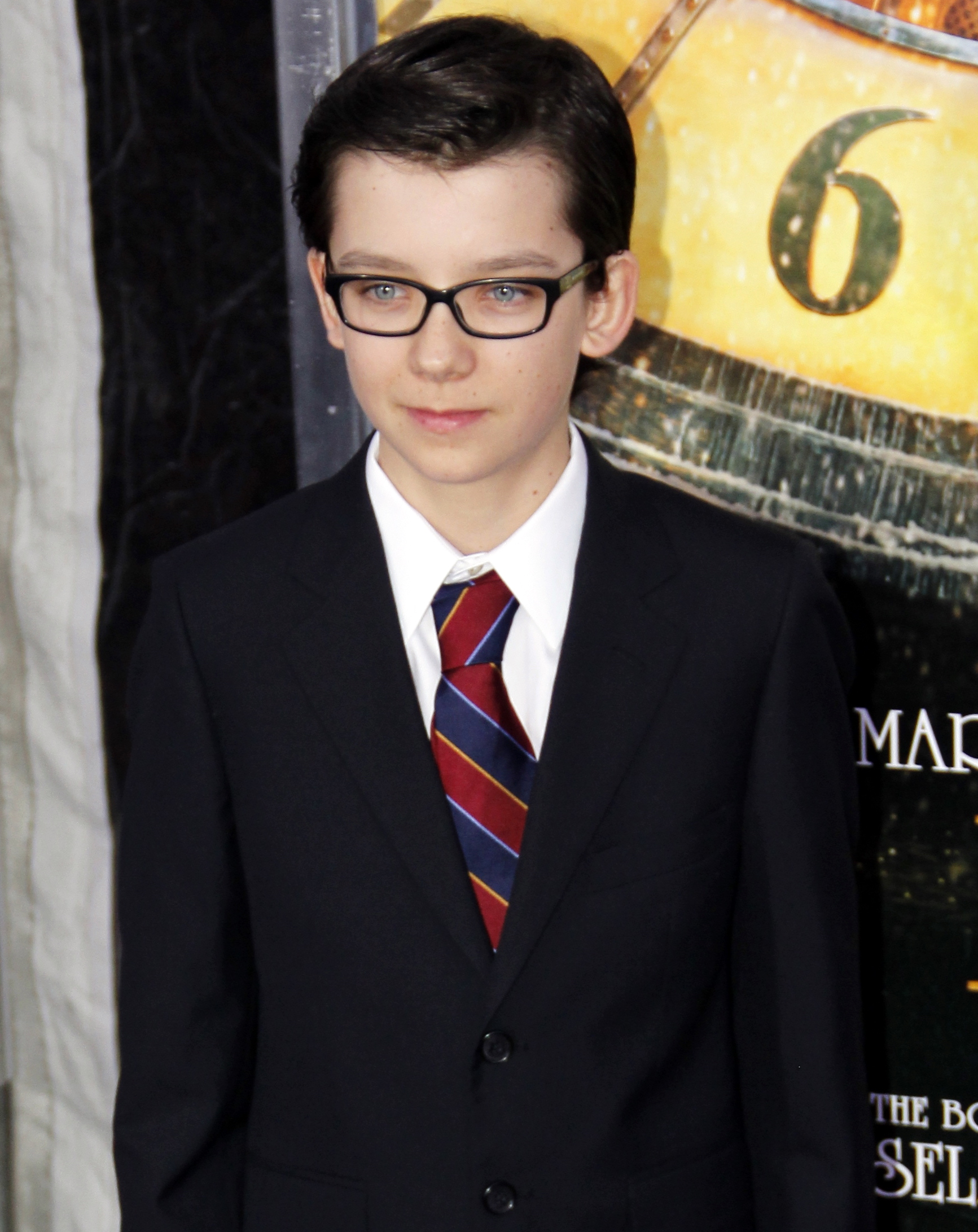
Asa Butterfield (2011) verkörpert Nathan Ellis

X+Y ist das Spielfilmdebüt des britischen Dokumentarfilmers Morgan Matthews. Die Idee zur Produktion des Films kam dem zweifachen BAFTA-Gewinner, als er für die BBC die Dokumentation Beautiful Young Minds drehte, die eine Gruppe hochbegabter britischer Schüler während ihres Aufenthaltes in diversen Trainingscamps und der Teilnahme an einer Mathematik-Olympiade begleitete. Diese Dokumentation wurde für den BAFTA 2007 nominiert. Seine Erfahrungen mit mathematisch hochbegabten Schülerinnen und Schüler beeindruckten Matthews so sehr, dass er auf der Grundlage dieses Materials X+Y drehte und viele Dialogzeilen aus der Dokumentation verwendet.

## Rezeption
Leslie Felperin von The Hollywood Reporter sagt über den Film: „Das sensible Drama macht tief betroffen und gibt einen Einblick in den Autismus und die bezaubernde Welt der Mathematik.“ Die Kritiker bei Rotten Tomatoes bewerteten den Film zu 87 Prozent positiv, bei 77 Kritiken.

## Auszeichnungen
Bei den British Independent Film Awards 2014 wurde Asa Butterfield als Bester Hauptdarsteller nominiert, und Sally Hawkins und Rafe Spall erhielten Nominierungen für ihre Nebenrollen. Laura Hastings-Smith wurde 2014 beim Rome Film Fest als beste Produzentin ausgezeichnet. Beim Tallinn Black Nights Film Festival wurde Morgan Matthews 2015 für X+Y mit dem Just Film Award geehrt, und beim Palm Beach International Film Festival wurde der Film 2015 als Bester Spielfilm ausgezeichnet. Im Rahmen der London Critics’ Circle Film Awards 2016 wurde Butterfield als Bester britischer Nachwuchsdarsteller nominiert.